# Abbate Point
Abbate Point är en udde i Kanada.   Den ligger i provinsen Newfoundland och Labrador, i den östra delen av landet, 1 700 km nordost om huvudstaden Ottawa.
Terrängen inåt land är kuperad söderut, men norrut är den platt. Havet är nära Abbate Point åt nordväst. Trakten är glest befolkad. Det finns inga samhällen i närheten. 